# Ivy the Kiwi?
Ivy the Kiwi? (яп. アイビィ・ザ・キウィ？ Айби дза Киви?) — игра в жанре платформер, разработанная компанией Prope и выпущенная компаниями Microsoft, Namco Bandai, Xseed Games и Rising Star Games, в зависимости от платформы.

## Геймплей
Игра разворачивается вокруг Айви — новорожденной птицы-киви, которая потеряла мать. Игровой процесс похож на Kirby: Canvas Curse, потому что игрок не может непосредственно управлять главным героем. В игре Айви постоянно движется вправо или влево; если на пути возникнет какое-то препятствие, Айви развернётся и пойдёт в другом направлении. Главная цель игрока — рисуя линии определённым образом помочь птенцу обходить препятствия и добраться до конца уровня.
В игре представлены несколько различных режимов. В основной игре игрок должен пройти уровни по порядку. Другой режим позволяет выбрать любой уровень, ранее пройденный в основной игре, чтобы попытаться побить рекорд. Присутствуют также два мультиплеерных режима. Одним из них является конкурентный многопользовательский режим, в который могут играть до четырёх игроков, соревнуясь, кто из них может привести Киви к цели быстрее. Хитрость заключается в том, что любой игрок может взаимодействовать с Киви других игроков. Отдельно от этого режима вплоть до четырёх игроков могут помочь одному игроку в основной игре.

## Версии игры
Версии игр для Wii и Nintendo DS имеют одинаковый дизайн уровней и основной игровой процесс; главным отличием между этими версиями является управление. В версии для Wii игрок управляет Wii Remote, а в версии Nintendo DS используется стилус.
Оригинальная японская версия Ivy the Kiwi? была выполнена в более сдержанной цветовой гамме. В международном релизе, по просьбе издательства, были добавлены более красочные фоны.
В полной версии игры для Wii и Nintendo DS имеются 100 уровней, в то время как в мини-версии для DSiWare и iOS доступно только 50 уровней. Хотя изначально разрабатывалась версия для сервиса WiiWare, она была отменена, так как Юдзи Нака начал добавлять больше возможностей и идей.

## Мнения
| Сводный рейтинг       | Сводный рейтинг                            |
| Агрегатор             | Оценка                                     |
| --------------------- | ------------------------------------------ |
| GameRankings          | 90,00 % (DSiWare) Wii: 77,00 % DS: 70,53 % |
| Metacritic            | 74/100 (Wii) 69/100 (DS)                   |
| MobyRank              | 77/100 (Wii) 74/100 (DS)                   |
| Иноязычные издания    |                                            |
| Издание               | Оценка                                     |
| 1UP.com               | B                                          |
| AllGame               | (DSiWare) · (Wii/DS)                       |
| Eurogamer             | 7/10                                       |
| Game Informer         | 6,00/10                                    |
| GamePro               | [ 15 ]                                     |
| GameRevolution        | B                                          |
| GameSpot              | 7,5/10                                     |
| GamesRadar+           | [ 18 ]                                     |
| GameZone              | 8,0/10                                     |
| IGN                   | 7,5/10                                     |
| Nintendo Power        | 7,5/10 (Wii) 7/10 (DS)                     |
| Nintendo World Report | 7,5/10 7/10                                |
| ONM                   | 70 %                                       |
| VideoGamer            | 7/10                                       |
| WorthPlaying          | 6,9/10                                     |

Игра получила множество положительных отзывов после выпуска игры. Критик из GamingTrend Майк Репелла похвалил игру за инновационное использование контроллера Wii Remote, заявив: «Я подозреваю, что когда Юдзи Нака намеревался сделать Ivy the Kiwi?, он хотел сделать игру для Wii, которая фактически использует Wii Mote для создания классического стиля игры. В конце концов, я думаю, ему это удалось». Герман Эксам из Popzara похвалил игру за уникальный внешний вид игры. Nintendo Official Magazine поставил Wii-версии игры 70 % и назвал его «весёлым платформером, который сдерживается отсутствием амбиций и некоторыми разочарованиями более поздних уровней».